# Église Saint-Nicolas de La Rivière-Drugeon
Pour les articles homonymes, voir Église Saint-Nicolas et Saint-Nicolas.
L’église Saint-Nicolas de la Rivière-Drugeon est située à la Rivière-Drugeon dans le département du Doubs, en France.

## Localisation
L'église est située au centre du village.

## Histoire
L'église est construite entre 1415 et 1490 et subit des remaniements au XVIe siècle, notamment par l'ajout de chapelles latérales. En 1790, un porche d'entrée avec clocher est rajouté en remplacement de l'ancien clocher qui se trouvait au milieu de la nef.
L'église Saint-Nicolas fait l’objet d’une inscription au titre des monuments historiques depuis le 8 juin 1926.

## Rattachement
L'église fait partie de la paroisse de Frasne qui est rattachée au diocèse de Besançon.

## Architecture
L'église possède un clocher-porche surmonté d'un clocher à dôme à impériale. La nef est décomposée en trois vaisseaux flanqués de chapelles latérales et d'un chœur polygonal.

## Mobilier
L'église Saint-Nicolas possède un mobilier remarquable.
Parmi les plus notables protégés des monuments historiques:
- L'autel-retable du bas côté nord, en bois datant du XVIIIe siècle, classé à titre objet des monuments historiques le 23 mai 1979[6].
- L'autel-retable latéral sud, en bois datant du XIXe siècle, classé à titre objet des monuments historiques le 3 octobre 1988[7].
- Plusieurs statues et groupes sculptés datant du XVIe siècle : une Vierge de pitié (classée le 27 juin 1962[8]), deux statues de Saint Claude et Saint Ferréol (classées le 20 décembre 1916[9]) ainsi qu'une vierge à l'enfant[10], une statue de Saint-Louis[11] et une statue de Saint Antoine[12] classées le 5 décembre 1908.
- Une chaire à prêcher en bois taillé, datant du XVIIe siècle, classée à titre objet le 20 décembre 1916[13].
- Des dalles funéraires de notables, datant du XVIIe siècle, classées à titre objet le 20 décembre 1916[14].